# Mortal Kombat (игра, 1992)
Mortal Kombat (с англ. — «Смертельная битва») — компьютерная игра в жанре файтинг. Изначально разрабатывалась компанией Midway для аркадных автоматов и была издана в 1992 году. Оригинальная игра была портирована на домашние игровые консоли и персональный компьютер. Эта игра стала первой в одноимённой серии.
Игра сконцентрирована на жестоком турнире под названием «Смертельная битва», который проводит злой колдун Шан Цзун. Все персонажи по разным причинам участвуют в турнире. Основная сюжетная линия была расширена через комиксы и сиквелы. В игру были введены ключевые аспекты серии Mortal Kombat, в том числе уникальная система управления и кровавые добивания — Fatality.

## Игровой процесс

Скорпион против Саб-Зиро. Вверху отображаются полоски здоровья обоих бойцов, над которыми находится счётчик набранных очков, а посередине расположен таймер, показывающий оставшееся время раунда

Игра Mortal Kombat представляет собой традиционный 2D-файтинг. Управление персонажем осуществляется посредством нажатия соответствующих кнопок, по умолчанию это — верхний удар рукой, верхний удар ногой, нижний удар рукой, нижний удар ногой, блок, и крестовина джойстика для передвижения персонажа. В зависимости от расстояния и занимаемой позиции, игрок может выполнять апперкоты, удары с разворота, удары наотмашь и подсечки. В Mortal Kombat также изменился стиль проведения специальных приёмов. В отличие от большинства игр того времени, использовавших для проведения таких приёмов круговые повороты джойстика с последующим нажатием на кнопку удара, в Mortal Kombat вращения джойстика практически не использовались, а некоторые спецприёмы выполнялись без нажатия на кнопку удара.
Mortal Kombat — единственный файтинг во всей серии, который включает в себя систему подсчёта очков и собственную таблицу рекордов. Игрок зарабатывает очки, нанося повреждения своему оппоненту, выигрывая раунд и побеждая в мини-игре «Проверь свою силу» (англ. Test Your Might). Подсчёт очков за победу в раунде основывается на времени, затраченном на поединок, и количестве урона. Не получившему повреждений в первом раунде, победителю в качестве бонуса присуждается «чистая победа» (англ. Flawless Victory), а во втором раунде — «двукратная чистая победа» (англ. Double Flawless) и 500 000 очков. Выполнение добивания (англ. fatality) приносит игроку 100 000 очков.
Игра впервые представила концепцию джагглинга (жонглирование), которая стала настолько популярной, что впоследствии была реализована в ряд других игр, и не только файтингов. Принцип джагглинга заключается в том, что пока боец находится в воздухе, он становится неуправляем со стороны игрока и открыт для атак противника до тех пор, пока он не приземлится. Для того, чтобы использовать эту возможность, игроку необходимо оторвать бойца своего оппонента от земли и удерживать его в воздухе серией ударов. В ранних версиях игры осуществление джагглинга не представляло большой сложности ввиду того, что противники отлетали в воздух после каждого удара. В версии 5.0 физика была изменена: персонажи стали реагировать на удары более реалистично и быстрее падали на землю, что сокращало количество ударов, которые можно было нанести противнику в воздухе, до трёх.
Ещё одним нововведением, представленным в Mortal Kombat, стало появление секретного противника — Рептилии.

### Test Your Might
Мини-игра появляется в первой игре Mortal Kombat между поединками. Игрок должен разбить материал, твёрдость которого зависит от того, насколько далеко игрок продвинулся в игре. Игрок должен быстро нажимать две кнопки, для того чтобы заполнить полоску энергии. Когда полоска энергии повышается, повышается и прочность материалов. Первый материал, который игрок должен разбить — дерево. Затем следуют камень, сталь, рубин и алмаз. После того, как игрок разобьёт алмаз, игра вернётся на первый уровень, и игрок снова начнёт с дерева.
Мини-игра появляется через разные промежутки времени в режиме для одного и двух игроков. В режиме для одного игрока игра появляется после каждого третьего боя, для двух — после каждого пятого матча.
Поскольку игра в режиме для одного игрока длится всего двенадцать матчей (если игрок не возьмёт продолжений), то два самых сложных для разбивания материала будут недоступны для игрока. Это значит, что игроку придётся пройти две мини-игры в режиме для двух игроков. При этом для каждого игрока в режиме двух игроков прогресс в мини-игре засчитывается отдельно.
Test Your Might отсутствует в последующих играх серии, вплоть до 2002 года, когда эта мини-игра вновь появилась в игре Mortal Kombat: Deadly Alliance. Мини-игра получила новый облик благодаря переходу игры в 3D, а также в ней стало больше этапов (бамбук, уголь, дуб, кирпич, красное дерево, мрамор, железо и только затем алмаз). В первой части Test Your Might использовался для зарабатывания очков, в Mortal Kombat: Deadly Alliance за победу в очередном раунде мини-игры стали выдавать монеты для осуществления покупок в Крипте. В Mortal Kombat: Shaolin Monks эта мини-игра появляется, когда игроку надо выполнить некое действие, требующее силы, или во время определённых битв с боссами. В Mortal Kombat vs. DC Universe режим Test Your Might используется, когда один боец пробивает другим стены здания, и количество нанесённого урона зависит от того, насколько активно нажимают на кнопки оба игрока. Данный режим игры также присутствует и в Mortal Kombat X.

## Сюжет
В Mortal Kombat отсутствует вступительный ролик, объясняющий сюжет. В демонстрационном режиме отображается информация о персонажах из биографии каждого бойца.

## Персонажи
- Даниэль Песина — Джонни Кейдж, Скорпион, Саб-Зиро, Рептилия.
- Ричард Дивицио[англ.] — Кано
- Карлос Песина[англ.] — Райдэн
- Пак Хо Сун — Лю Кан, Шан Цзун.
- Элизабет Малецки[англ.] — Соня Блейд
- Горо — модель, сделанная Куртом Чиарелли

В первой игре Mortal Kombat присутствуют два босса: подбосс из расы Шокан — Горо и главный босс игры — колдун Шан Цзун.
Горо намного сильнее обычных персонажей. Он может наносить огромный урон и против него нельзя применить бросок. Однако он очень уязвим для ударов ногой с воздуха и не способен блокировать дистанционные атаки (например, гарпун Скорпиона, лёд Саб-Зиро и т. д.) в момент подъёма с пола.
После поражения Горо на арене появляется финальный босс игры Шан Цзун. Несмотря на свой преклонный возраст, Шан Цзун способен передвигаться по арене на огромной скорости и выпускать из рук 3 огненных шара, наносящие очень большой урон даже против блока. Также благодаря своим магическим способностям Шан Цзун может принимать облик любого из бойцов (включая Горо, но за исключением Рептилии) и пользоваться их возможностями. После поражения из Шан Цзуна вылетают души побеждённых им воинов.
- Рептилия — секретный боец. Рептилия быстрее остальных бойцов и обладает боевыми стойками, спецприёмами и добиваниями сразу двух игроков: Скорпиона и Саб-Зиро. Во второй части игры Рептилия был переработан и получил статус полноценного персонажа с собственными приёмами и добиваниями.

Изначально Даниэль Песина снимался только для одного ниндзя в костюме жёлтого цвета. В игре цвет заменяется на синий или зелёный путём смены палитры, чтобы создать разных персонажей. В зависимости от выбора также блокируются и разрешаются некоторые приёмы. В случае с Рептилией, цвет совмещается (жёлтый+синий=зелёный), скорость персонажа увеличивается, а все приёмы и добивания разблокированы. Никаких отличий от Скорпиона и Саб-Зиро, кроме скорости и цвета, Рептилия не имеет. Рептилия также недоступен игроку для выбора.

## Арены
Всего в игре Mortal Kombat семь арен для поединков:
- The Courtyard (Внутренний двор)
- Palace Gates (Дворцовые ворота)
- Warrior Shrine (Храм Воина)
- The Pit (Яма) — первый фон, на котором можно было выполнить фоновое фаталити (которое как добивание не засчитывалось): когда появлялось сообщение Finish Him!!!, победивший игрок мог выкинуть проигравшего апперкотом с арены вниз на шипы.
- Throne Room (Тронный зал)
- Goro’s Lair (Логово Горо) — на этой арене происходит бой с Горо.
- The Pit Bottom (Дно Ямы) — используется только в бою против Рептилии.

## Разработка

### Выпуск
13 сентября 1993 года компания Acclaim Entertainment запустила в продажу домашние версии игры Mortal Kombat. Поток рекламных роликов возвестил о выходе игры одновременно на четырёх платформах (Super NES, Genesis, Game Gear, Game Boy). Окрестили дату 13 сентября как «Mortal Monday» (с англ. — «Смертельный понедельник»).
В том же году почтовым переводом можно было заказать официальное издание комиксов Mortal Kombat Collector's Edition, автором которых является Джон Тобиас, подробнее описывающих предысторию игры.
До того, как Mortal Kombat в качестве названия игры был выбран окончательно, были и другие предложения назвать игру: Kumite, Dragon Attack, Deathblow и даже Fatality. На самой ранней стадии разработки игры, оригинальное имя Лю Кана звучало как Минамото Ё Шин Су. Ранняя версия Sub-Zero носила имя Тундра с другим дизайном костюма. При создании персонажа Johnny Cage на самой первой стадии разработки игры, использовали имя Майкл Гримм. Персонаж Goro в ранней версии носил имя Рокуро (яп. Мифология). Также известен факт замены Kurtis Stryker на женский персонаж Соню Блейд, который впоследствии был использован во второй части игры в качестве майора Джакса Бриггса www.mksecrets.net/mk1/eng/mk-development.php Архивная копия от 30 января 2019 на Wayback Machine
Версии оригинальной игры появились в нескольких различных вариантах — самые заметные из них вышли на Sega Genesis и Super Nintendo Entertainment System. Поскольку в начале 1990-х компания Nintendo проводила политику «дружественности к семье», в версии для SNES кровь была заменена на пот, а фаталити частично или полностью изменены. Именно в SNES-версии у Саб-Зиро появилось фаталити, в котором он замораживает, а затем разбивает противника. После низких продаж игры на SNES по сравнению с версией игры для Sega, в которой уровень жестокости остался не урезанным (а спрятан кодом), Nintendo приняла решение не подвергать цензуре Mortal Kombat II.

### Портированные версии
- Sega Mega Drive/Genesis (1993) — эта версия игры была подвергнута цензуре, но при помощи специального кода в игру возвращаются кровь и фаталити из оригинальной аркадной версии. Этой версии был присвоен рейтинг MA-13 советом по Рейтингам Видеоигр. (Кровавый режим включается на серой таблице, после заставки фирмы PROBE. Нужно нажать A, B, A, C, A, B, B. Если всё сделано правильно, то буквы станут красными, Скорпион скажет «Get over here!» и внизу таблицы появится надпись «NOW ENTERING KOMBAT»)[4][5]. Это была единственная портированная версия игры в которой не использовались музыка, голоса и звуковые эффекты из оригинальной версии. Вместо этого сотрудники PROBE Мэтт Фернисс и Шон Холлингворт создали полностью новый звуковой ряд[6].
- Sega Mega-CD/Sega CD (1993) — в эту версию игры вошла реклама из серии «Смертельный Понедельник». Игра не требовала набора кода для активирования «жестокости» и соответственно получила более высокий рейтинг MA-17. Несмотря на то что в графическом плане этот порт выглядит хуже версии игры для SNES, в плане игрового процесса игра ближе к аркадному оригиналу. Поскольку игра вышла на компакт-диске, то стало возможным поместить туда музыку из аркадной версии, по этой же причине в игре есть загрузка.
- SNES/Super Famicom (1993) — эта версия подверглась самой строгой цензуре: кровь была перекрашена в серый цвет, чтобы выглядеть как пот, некоторые фаталити (в этой версии игры названные «добивающие движения») были частично или полностью изменены[7]. Некоторые критики также отметили тот факт, что в этой версии Mortal Kombat игровой процесс значительно отличается от оригинала, однако эта версия выигрывает у других портов 16-битной эпохи в графическом исполнении и наиболее близкой к оригиналу музыке (за исключением версии для Sega CD, в которой используется музыка из аркадной версии).
- Amiga (1993) — эта версия была знаменита тем, что все движения в игре можно было выполнять нажатием одной кнопки, хотя вторая кнопка могла использоваться как кнопка удара ногой. Такое странное управление обуславливалось тем, что на большинстве джойстиков Amiga в то время была всего одна кнопка. Порт второй игры для Amiga включает в себя опцию использования двух кнопок.
- Game Boy (1993) — из-за технических ограничений порт Mortal Kombat на этой переносной консоли был несколько урезан. Также эта версия страдала от малого числа кнопок и запаздывающей реакции консоли на их нажатие. В игре отсутствуют Рептилия и Джонни Кейдж, а также кровавые добивания. Правда, в этой версии игрок может поиграть за Горо, используя специальный код.
- MS-DOS (1993) — этот порт самый близкий по качеству к оригинальной аркадной версии.
- Sega Game Gear (1993) — как и версия для Sega Genesis, эта версия подверглась цензуре и требует введения специального кода для восстановления жестокости. Также в этой игре отсутствуют Кано, Рептилия и имеется всего две арены.
- Sega Master System (1993) — практически копия версии для Game Gear, но с бо́льшим пространством для боя на экране. В этом порте также отсутствуют Кано и Рептилия.
- Xbox/PlayStation 2 (2004) — Mortal Kombat был включен в премиум-издание Mortal Kombat: Deception. Эта версия считается «совершенной» аркадной эмуляцией.
- Jakks TV Games (2004) — компания Jakks Pacific выпустила свою версию игры как часть собственной линейки ТВ-игр. Игра была выпущена в виде джойстика, напоминающего по форме аркадный автомат Mortal Kombat. Режим для двух игроков был возможен при наличии второго джойстика и кабеля для их соединения. Эта версия по графике больше всего похожа на версию для Sega Genesis. Звуки в игре такие же, как и на Sega Genesis, но при этом используется другая MIDI версия музыки, а голоса взяты напрямую из аркадной версии. В порте отсутствуют мигающий текст и движущиеся объекты на фоне.
- Xbox 360/PlayStation 3/Windows (2011) — в составе сборника Mortal Kombat Arcade Kollection распространялась через онлайн-сервисы Xbox Live, PSN и Steam. Эта версия представляет собой практически полный аркадный порт, однако имеет опции с фильтрами изображения.
- Atari Jaguar — порт на эту консоль разрабатывался компанией Iguana Entertainment и должен был быть выпущен в феврале 1995, но так и не увидел свет[8].
- PC Engine — игра Mortal Kombat также планировалась для TurboGrafx-16, но была отменена, так как NEC отказала компании Acclaim в портировании игры из-за проблем с лицензией[9].

## Отзывы и критика
| Сводный рейтинг       | Сводный рейтинг                                                                |
| Агрегатор             | Оценка                                                                         |
| --------------------- | ------------------------------------------------------------------------------ |
| GameRankings          | (SCD) 60,00 % (SG) 84,17 % (SNES) 83,33 % (GB) 42,17 %                         |
| MobyRank              | (AMIGA) 83/100 (DOS) 85/100 (GB) 55/100 (SG) 72/100 (SCD) 61/100 (SNES) 74/100 |
| Иноязычные издания    |                                                                                |
| Издание               | Оценка                                                                         |
| AllGame               | (ARC) · (SGG) · (SCD) · (SG) · (PC) · (SNES) · (GB)                            |
| Русскоязычные издания |                                                                                |
| Издание               | Оценка                                                                         |
| Absolute Games        | 90,00 % (PC)                                                                   |
| Game.EXE              | 4,0 из 5                                                                       |

В обзоре журнала «Мир фантастики» Дмитрий Воронов высказал мнение, что после выпуска игра привлекла внимание игроков реалистичностью изображения, а также беспрецедентным для того времени уровнем насилия.